# سوق الأحد (عمران)
سوق الأحد هي إحدى قرى الجمهورية اليمنية. تتبع جغرافيا لمحافظة عمران وإداريًا لمديرية قفلة عذر. يبلغ تعداد سكانها 3170 نسمة حسب الإحصاء الذي أجري عام 2004.